# Didley
Didley – przysiółek w Anglii, w Herefordshire, w dystrykcie (unitary authority) Herefordshire. Leży 10 km od miasta Hereford i 194.4 km od Londynu. Didley jest wspomniana w Domesday Book (1086) jako Dodelegie/Dodelige.